# Dombàà
 (février 2016).
Si vous disposez d'ouvrages ou d'articles de référence ou si vous connaissez des sites web de qualité traitant du thème abordé ici, merci de compléter l'article en donnant les références utiles à sa vérifiabilité et en les liant à la section « Notes et références ».
Domba est une commune de l’union des Comores située dans l’ile de la Grande Comore, dans la préfecture de Mbadjini-Est.

## Communes Domba
- Bandamadji
- Bandandaoueni
- Tsinimoipanga
- Oungoni
- Pidjani